# Giro del Sol San Juan
Le Giro del Sol San Juan est une course cycliste par étapes argentine. Elle se déroule au mois de janvier dans la province de San Juan. En 2009, elle fait partie de l'UCI America Tour.

## Palmarès partiel
| Année | Vainqueur             | Deuxième            | Troisième           |
| ----- | --------------------- | ------------------- | ------------------- |
| 2002  | Luciano Montivero     |                     |                     |
| 2003  | Guillermo Brunetta    |                     |                     |
| 2004  | Luciano Montivero     |                     |                     |
| 2005  | Guillermo Brunetta    |                     |                     |
| 2006  | Jorge Pi              | Sergio Montivero    | Alejandro Borrajo   |
| 2007  | Darío Díaz            | Maximiliano Richeze | Pablo Brun          |
| 2009  | Emanuel Saldaño       | Claudio Flores      | Jorge Giacinti      |
| 2010  | Emanuel Saldaño       | Juan Pablo Dotti    | Juan Gáspari        |
| 2011  | Matías Médici         | Juan Pablo Dotti    | Jorge Pi            |
| 2012  | Juan Pablo Dotti      | Jorge Giacinti      | Cristian Clavero    |
| 2013  | Cristian Clavero      | Jorge Giacinti      | Pedro González      |
| 2015  | Daniel Zamora         | Diego Tivani        | Mauricio Muller     |
| 2016  | Elías Pereyra         | Nicolás Naranjo     | Juan Pablo Dotti    |
| 2017  | Ricardo Escuela       | Gerardo Tivani      | Josué Moyano        |
| 2018  | Nicolás Naranjo       | Mauricio Quiroga    | Marco Arriagada     |
| 2019  | Nicolás Naranjo       | Gerardo Tivani      | Emiliano Contreras  |
| 2020  | Nicolás Naranjo       | Laureano Rosas      | Dario Díaz          |
| 2021  | Nicolás Tivani        | Darío Álvarez       | Alejandro Quilci    |
| 2022  | Agustín Del Negro     | Nicolás Tivani      | Laureano Rosas      |
| 2023  | Maximiliano Navarrete | Vicente Rojas       | Emiliano Contreras  |
| 2024  | Maximiliano Navarrete | Gerardo Tivani      | Leonardo Cobarrubia |
| 2025  | Marcos Méndez         | Leonardo Cobarrubia | Daniel Juárez       |